# Премия Европейской киноакадемии 2006
19-я церемония вручения премии Европейской киноакадемии за достижения в области европейского кинематографа за 2005 год состоялась 2 декабря 2006 года в Варшаве (Польша).

## Список номинантов
Здесь приведён полный список номинантов и победителей премии.
| Победители выделены отдельным цветом. |

| Категории                  | Номинанты и победители                                                           |
| -------------------------- | -------------------------------------------------------------------------------- |
| Лучший европейский фильм   | • «Жизнь других» — реж. Флориан Хенкель фон Доннерсмарк ( Германия)              |
| Лучший европейский фильм   | • «Завтрак на Плутоне» — реж. Нил Джордан ( Ирландия)                            |
| Лучший европейский фильм   | • «Грбавица» — реж. Ясмила Жбанич ( Босния и Герцеговина)                        |
| Лучший европейский фильм   | • «Дорога на Гуантанамо» — реж. Майкл Уинтерботтом ( Великобритания)             |
| Лучший европейский фильм   | • «Возвращение» — реж. Педро Альмодовар ( Испания)                               |
| Лучший европейский фильм   | • «Ветер, что колышет вереск» — реж. Кен Лоуч ( Ирландия)                        |
| Лучшая режиссёрская работа | • Педро Альмодовар ( Испания) — «Возвращение»                                    |
| Лучшая режиссёрская работа | • Сюзанна Бир ( Дания) — «После свадьбы»                                         |
| Лучшая режиссёрская работа | • Флориан Хенкель фон Доннерсмарк ( Германия) — «Жизнь других»                   |
| Лучшая режиссёрская работа | • Эмануэле Криалезе ( Италия) — «Новый Свет»                                     |
| Лучшая режиссёрская работа | • Майкл Уинтерботтом ( Великобритания) — «Дорога на Гуантанамо»                  |
| Лучшая режиссёрская работа | • Кен Лоуч ( Ирландия) — «Ветер, что колышет вереск»                             |
| Лучшая мужская роль        | • Ульрих Мюэ ( Германия) — «Жизнь других»                                        |
| Лучшая мужская роль        | • Патрик Шенэ ( Франция) — «Я здесь не для того, чтобы меня любили»              |
| Лучшая мужская роль        | • Йеспер Кристенсен ( Дания) — «Убийство»                                        |
| Лучшая мужская роль        | • Мадс Миккельсен ( Дания) — «После свадьбы»                                     |
| Лучшая мужская роль        | • Киллиан Мёрфи ( Ирландия) — «Завтрак на Плутоне» и «Ветер, что колышет вереск» |
| Лучшая мужская роль        | • Сильвио Орландо ( Италия) — «Кайман»                                           |
| Лучшая женская роль        | • Пенелопа Крус ( Испания) — «Возвращение»                                       |
| Лучшая женская роль        | • Натали Бай ( Франция) — «Молодой лейтенант»                                    |
| Лучшая женская роль        | • Мартина Гедек ( Германия) — «Жизнь других»                                     |
| Лучшая женская роль        | • Сандра Хюллер ( Германия) — «Реквием»                                          |
| Лучшая женская роль        | • Мирьяна Каранович ( Сербия) — «Грбавица»                                       |
| Лучшая женская роль        | • Сара Полли ( Канада) — «Тайная жизнь слов»                                     |
| Лучший сценарий            | • Флориан Хенкель фон Доннерсмарк ( Германия) — «Жизнь других»                   |
| Лучший сценарий            | • Педро Альмодовар ( Испания) — «Возвращение»                                    |
| Лучший сценарий            | • Пол Лаверти ( Великобритания) — «Ветер, что колышет вереск»                    |
| Лучший сценарий            | • Корнелиу Порумбою ( Румыния) — «12:08 к востоку от Бухареста»                  |
| Европейское открытие       | • «Тринадцать» — реж. Гела Баблуани ( Грузия)                                    |
| Европейское открытие       | • «Свежий воздух» — реж. Аньес Косис ( Венгрия)                                  |
| Европейское открытие       | • «Phantom» — реж. Маттиас Лутхардт ( Нидерланды)                                |
| Европейское открытие       | • «Возврат» — реж. Славомир Фабицки ( Польша)                                    |
| Лучшая операторская работа | • Барри Экройд ( Великобритания) — «Ветер, что колышет вереск»                   |
| Лучшая операторская работа | • Хосе Луис Алькайне ( Испания) — «Возвращение»                                  |
| Лучшая операторская работа | • Тимо Салминен ( Финляндия) — «Огни городской окраины»                          |
| Лучшая операторская работа | • Роман Осин ( Великобритания) — «Гордость и предубеждение (фильм, 2005)»        |
| Лучшая музыка              | • Альберто Иглесиас ( Испания) — «Возвращение»                                   |
| Лучшая музыка              | • Туомас Кантелинен ( Финляндия) — «Моя лучшая мама»                             |
| Лучшая музыка              | • Дарио Марианелли ( Великобритания) — «Гордость и предубеждение (фильм, 2005)»  |
| Лучшая музыка              | • Габриэль Яред и Стефан Муша ( Германия) — «Жизнь других»                       |

## Почётные призы
| Награда за вклад в кинематограф | Фотография | Персона                           |
| ------------------------------- | ---------- | --------------------------------- |
| Почётная премия                 |            | • Роман Полански ( Польша)        |
| Почётная премия                 |            | • Джереми Томас ( Великобритания) |